# Raymond Jeanloz

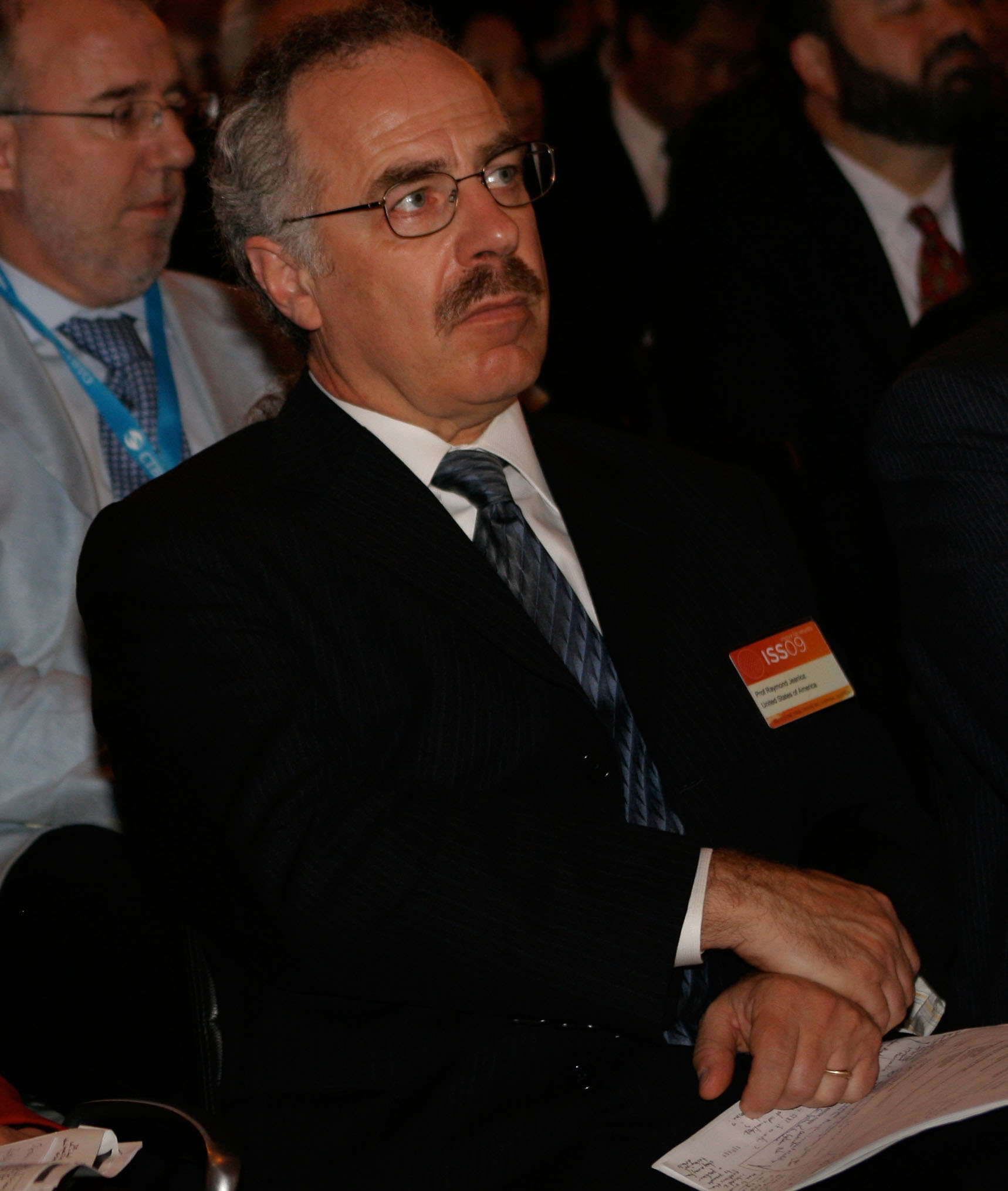
Jeanloz 2009

Raymond Jeanloz (* 18. August 1952 in Winchester (Massachusetts)) ist ein US-amerikanischer Geophysiker.

## Biografie
Jeanloz studierte am Deep Spring College (in Deep Spring), dem Amherst College (Bachelor 1975) und dem Caltech, wo er 1979 promoviert wurde. Er war dann 1979 bis 1981 Assistant Professor an der Harvard University und ist seit 1982 zunächst als Associate Professor und seit 1985 als Professor für Astronomie, Planetologie und Geophysik (Earth and Planetary Science) an der University of California, Berkeley.
Jeanloz befasst sich mit dem Verhalten von Materie bei hohen Drücken, wie sie im Innern der Erde und anderer Planeten herrschen. Dabei simuliert er die Drücke mit Diamantstempelzellen und dynamisch mit Stosswellen aus der Bestrahlung mit Hochleistungslasern, mit dem Ziel Verhältnisse im Innern großer Planeten wie Jupiter zu simulieren. Außerdem benutzt er die Synchrotronstrahlungsquelle am Lawrence Berkeley National Laboratory zur Materialanalyse.
Jeanloz spielte eine wichtige Rolle in den 1980er Jahren in der Entwicklung der Diamantstempelzellentechnik zum Beispiel durch zusätzliche kontinuierliche Erwärmung mit Lasern (Laser heated Diamond Anvil Cell). Ein Ergebnis der Forschungen war, dass das Material im Erdmantel bei hohen Drücken (über 100.000 atm) vornehmlich aus Perowskiten besteht und Jeanloz bestimmte in Experimenten (zum Beispiel mit Heinz 1987) die Schmelzkurve von Perowskiten bei hohen Drücken. Weitere Ergebnisse betrafen den Charakter des Übergangszone vom flüssigen metallischen Erdkern zum Mantel (D"-Schicht).
Mit seinem Doktoranden Kanani Lee entdeckte er 2003 auch eine neue Hochdrucklegierung von Kalium mit Eisen, was die im Verhältnis zu Daten in Steinmeteoriten relativ geringe Kalium Konzentration in der Erdkruste erklären könnte und radioaktives Kalium als weitere Quelle für die Wärmeerzeugung im Erdkern neben Uran und Thorium wahrscheinlich macht.
Jeanloz befasst sich auch mit Abrüstungsfragen und steht dem Komitee der National Academy of Sciences für Fragen der Internationalen Sicherheit und Rüstungskontrolle (International Security and Arms Control, CISAC) vor. In diesem Zusammenhang untersuchte er das Management der Kernwaffenbestände der USA und kam in seinem Bericht zu dem Schluss, dass auch ohne Entwicklung neuer Waffen der Bestand noch mindestens 60 Jahre stabil sei. Dafür erhielt er 2008 den Hans Bethe Award der Federation of American Scientists (FAS) und war 2009 Szilard Lecturer der American Physical Society und wurde deren Fellow. Jeanloz war schon in den 1990er Jahren Berater des Department of Energy (DOE) in diesen und ähnlichen Fragen.
1981 wurde er Sloan Research Fellow. 1984 erhielt er die James Macelwane Medal der American Geophysical Union. 1988 wurde er MacArthur Fellow. Er ist Mitglied der National Academy of Sciences (2004) und der American Academy of Arts and Sciences (1992).

## Veröffentlichungen
- The nature of the earth´s core, Annual Review Earth Planetary Science, Band 18, 1990, S. 357–386
- mit Quentin Williams: The core-mantle boundary region, Reviews in Mineralogy and Geochemistry, Band 37, 1998, S. 241–259
- mit T. Lay: Der Grenzbereich zwischen Erdkern und Erdmantel, Spektrum der Wissenschaft, Juli 1993
- mit B. Romanowicz: Geophysical Dynamics at the center of the earth, Physics Today, August 1997
- mit Elise Knittle: Earth's Core-Mantle Boundary: Results of Experiments at High Pressures and Temperatures, Science, Band 251, 1992, S. 1438–1443
- mit Edward J. Garnero: Earths Enigmatic Interface, Science, Band 289, Juli 2000, S. 70–71
- The earth´s core, Scientific American, September 1983